# Elmer Spaargaren
Elmer Spaargaren (19??) is een Nederlandse fotograaf en fotojournalist.
Spaargaren is sinds 1979 werkzaam als zelfstandig fotograaf. Zijn werkterrein ligt in geheel Noord-Nederland, maar met name in en rond de stad Groningen, waarvan hij zowel vanuit betrokkenheid als uit liefhebberij veranderingen fotografisch documenteert. Een van zijn specialismen is architectuurfotografie.
Spaargaren werkt voor grote opdrachtgevers in het noorden van Nederland, zoals de Rijksuniversiteit Groningen, tot hij in 2021 afscheid nam.